# Gemeentebelangen SWF
Gemeentebelangen SWF (voluit: Gemeentebelangen Súdwest-Fryslân) is een lokale politieke partij in de gemeente Súdwest-Fryslân.
De partij is voortgekomen uit een voortzetting van Gemeentebelangen Wymbritsteradiel en Gemeentebelangen Bolsward, na de gemeentelijke herindeling van de Zuidwesthoek die leidde tot het ontstaan van fusiegemeente Súdwest-Fryslân. De partij is meer dan 30 jaar actief in de gemeentelijke politiek en heeft sinds de gemeenteraadsverkiezingen van 2010 2 zetels in de gemeenteraad. De fractie in de raad wordt geleid door Henk Hoekema, daarnaast heeft ook Ruurd Abma zitting in de fractie.